# Polymixis rondoui
Polymixis rondoui är en fjärilsart som beskrevs av Stertz 1902. Polymixis rondoui ingår i släktet Polymixis och familjen nattflyn. Inga underarter finns listade i Catalogue of Life.